# Amauropelma khanense
Espèce
Amauropelma khanense est une espèce d'araignées aranéomorphes de la famille des Ctenidae.

## Distribution
Cette espèce est endémique de la province de Vientiane au Laos,. Elle se rencontre à Vangvieng dans la grotte Tham Khan.

## Description
La carapace de la femelle holotype mesure 3,4 mm de long sur 2,6 mm et l'abdomen 3,0 mm de long sur 1,6 mm.

## Systématique et taxinomie
Cette espèce a été décrite par Jäger et Nophaseud en 2024.

## Étymologie
Son nom d'espèce, composé de khan et du suffixe latin -ense, « qui vit dans, qui habite », lui a été donné en référence au lieu de sa découverte, la grotte Tham Khan.

## Publication originale
- Jäger & Nophaseud, 2024 : « Amauropelma thamcon spec. nov. and A. khanensis spec. nov., the first cave dwelling congeners from Laos (Arachnida: Araneae: Ctenidae). » Acta Arachnologica, vol. 73, no 2, p. 85-93 (texte intégral).